# Staré Hrady - zámek
Staré Hrady - zámek este o arie protejată (arie specială de conservare — SAC, sit de importanță comunitară — SCI) din Republica Cehă întinsă pe o suprafață de 1,03 ha, integral pe uscat.

## Localizare
Centrul sitului Staré Hrady - zámek este situat la coordonatele 50°23′11″N 15°12′49″E / 50.386389°N 15.213611°E.

## Înființare
Situl Staré Hrady - zámek a fost declarat sit de importanță comunitară în aprilie 2005 pentru a proteja 1 specie de animale. Situl a fost protejat și ca arie specială de conservare în ianuarie 2018.

## Biodiversitate
Situată în ecoregiunea continentală, aria protejată nu include niciun habitat protejat.
La baza desemnării sitului se află o specie protejată de  mamifere: liliacul mic cu potcoavă (Rhinolophus hipposideros).